# James Charles
Pour les articles homonymes, voir Charles.
James Charles (né James Charles Dickinson le 23 mai 1999) est une personnalité d'Internet américaine.
Il est maquilleur Youtubeur beauté, mannequin et influenceur.

## Biographie

### Personnalité Internet
James Charles a lancé sa chaîne YouTube de beauté le 1er décembre 2015, et compte plus de 23 millions d'abonnés le 10 juin 2021, et 1,6 milliard de vues le 27 août 2019. À la même date, son compte Instagram comptait plus de 23,6 millions d'abonnés et son compte Twitter plus de 4 millions d'abonnés. Lors de la 8e édition des Streamy Awards, il a remporté le prix du meilleur Youtubeur beauté de l’année.

### Polémique
Le 10 mai 2019, la youtubeuse Tati Westbrook, qui avait beaucoup fait pour la carrière de James Charles, poste une vidéo à charge sur son ancien protégé, après qu'il a accepté un partenariat avec l'un des principaux concurrents de sa marque. Elle dépeint un personnage déloyal, opportuniste, hautain, changé par l'argent et le succès, allant jusqu'à manipuler des hommes hétérosexuels pour obtenir des faveurs sexuelles grâce à sa célébrité. James Charles perd alors plus d'un million d'abonnés en 24 heures. En seulement 3 jours, il passe de 16 millions à 13 millions d'abonnés.
En 2021, il est accusé d'avoir eu des conversations à caractère sexuel avec des enfants, ce qu'il reconnaît à demi-mot dans sa vidéo intitulée holding myself accountable du 1er avril 2021.

### Mannequinat
Le 11 octobre 2016, à l'âge de 17 ans, James Charles est devenu le premier porte-parole masculin de la marque de cosmétiques CoverGirl (en), aux côtés de l'ambassadrice de la marque Katy Perry,,,. En tant que tel, James Charles sera le visage du prochain lancement de So Lashy! par BlastPro Mascara,.
En 2017, Charles a défilé pour la collection Six 1/2 de MarcoMarco lors de la Fashion Week de Los Angeles,.
En 2018, Charles a collaboré avec Morphe Brushes pour créer une palette de fard à paupières. En janvier 2019, il a été invité à Birmingham, en Angleterre, pour ouvrir le deuxième magasin britannique de Morphe, où plus de 7 000 fans se sont déplacés pour le voir, ce qui a bloqué une partie du centre-ville.

### Vie privée
Charles est originaire de Bethlehem, dans l'État de New York, et est diplômé du Bethlehem Central High School en juin 2017. Le slogan de CoverGirl, Facile, enjoué, magnifique,,, est inscrit sur la casquette de sa remise de diplôme. Charles est ouvertement gay, malgré les nombreuses insultes et moqueries, et a fait son coming out à l'âge de douze ans.